# Zelda
Zelda (în ebraică זלדה), pe numele ei întreg Zelda Schneerson - Mishkovski (זלדה שניאורסון-מישקובסקי‎) (n. 20 iunie 1914, Ekaterinoslav, Imperiul Rus – d. 30 aprilie 1984, Ierusalim, Israel) a fost o poetă israeliană de limbă ebraică, originară din Ucraina.

## Date biografice
După calendarul ebraic, Zelda s-a născut la 25 Sivan 5674, în orașul Ekaterinoslav, în Imperiul Rus, astăzi Dnepropetrovsk, în Ucraina, ca unic copil al rabinului Shalom Shlomo Schneerson, și al lui Rahel, născută Hen.
A crescut într-o atmosfera religioasă tradiționalistă, în spiritul curentului hasidic Habad.
Tatăl ei era fiul rabinului Baruch Shneur Schneerson, din descendenții lui Tzemah David, al treilea admor din dinastia hasidică de rabini Lubavici și unchiul patern al ultimului rabin din Lubavici, Menahem Mendel Schneerson. Mama ei era și ea fiica unui rabin însemnat din hasidismul Habad:David Tzvi Hen (în formă prescurtată - Radatz Hen)  A fost din copilărie adânc impresionată de figurile tatalui ei și al bunicului din partea mamei, care au avut o moarte prematură. Orfană de tată, și copil unic, în primul an de doliu dupa moartea tatălui ei, Zelda a fost cea care a rostit în fiecare dimineață rugăciunea tradițională Kadish pentru înălțarea sufletului lui.
Întreaga ei viață, Zelda a păstrat o legătură strânsă cu vărul ei, care s-a stabilit la New York, de unde a condus mișcarea hasidică Habad.
În anul 1925, când Zelda avea 9 ani, familia a părăsit URSS și a emigrat în Palestina sub mandat britanic.
În primii ani la Ierusalim, familia a trăit în condiții materiale precare. Zelda urmat studii la  școala religioasă Spitzer pentru fete din Ierusalim, apoi la seminarul pedagogic al mișcării sioniste religioase Mizrahi, unde a avut parte de profesori renumiți care i-au influențat concepțiile, precum Akiva Ernst Simon și Feiwel Meltzer. După absolvire în 1932, s-a mutat la Tel Aviv, apoi la Haifa, unde a lucrat ca profesoară până în 1935, când s-a întors la Ierusalim.
În capitală a continuat să lucreze în învățământ ca profesoară, fiind colegă de muncă cu Nehama Leibowicz, gânditoare cunoscută în domeniul iudaismului. În 1950 s-a căsătorit cu contabilul Haim Mishkovsky, fiul rabinului Hizkiahu Yosef Mishkovski și nepotul rabinului Itzhak Blaser, dintre conducătorii mișcării iudaice etice „Musar”. După căsătorie, Zelda s-a dedicat cu totul literaturii.
Soții nu au avut copii. Au locuit într-o locuință modestă în cartierul Kerem Avraham din centrul Ierusalimului.
Zelda a murit, după calendarul ebraic, la 28 Nissan 5744. Primăria Ierusalim a dat numele ei unei străzi din cartierul Ramot. 
Unul din elevii ei a fost scriitorul Amos Oz.

## Cariera literară
Zelda a publicat prima ei culegere de versuri Pnay (Timp liber) in anul 1967 și ecourile pe care le-a avut aceasta i-au consacrat locul în lumea literară.
Imaginile ei emoționale și contemplative își au izvorul în misticismul evreiesc, în hasidism și în basmele populare rusești. Poemele ei, caracterizate de o înaltă spiritualitate, dar în acelaș timp foarte directe, colorate și precise, au captivat cititori atât din mediile religioase cât și din cele laice. 

## Premii și distincții
- 1971 - Premiul Brenner
- 1978 - Premiul Bialik pentru literatură ebraică
- 1982 - Premiul Wertheim

## Opere publicate
- Ha-Carmel ha-yi Nireh (Carmelul invizibil) (1971)
- Al Tirhak (Nu te îndepărta) (1975)
- Halo Har Halo Esh (E sigur un munte, e sigur un foc) (1977)
- Al ha-Shoni ha-Marhiv (Despre diferența spectaculoasă) (1981)
- Shenivdelu Mikol Merhaq (Care s-a deosebit de orice distanță) (1984)